# Kurt Leimer

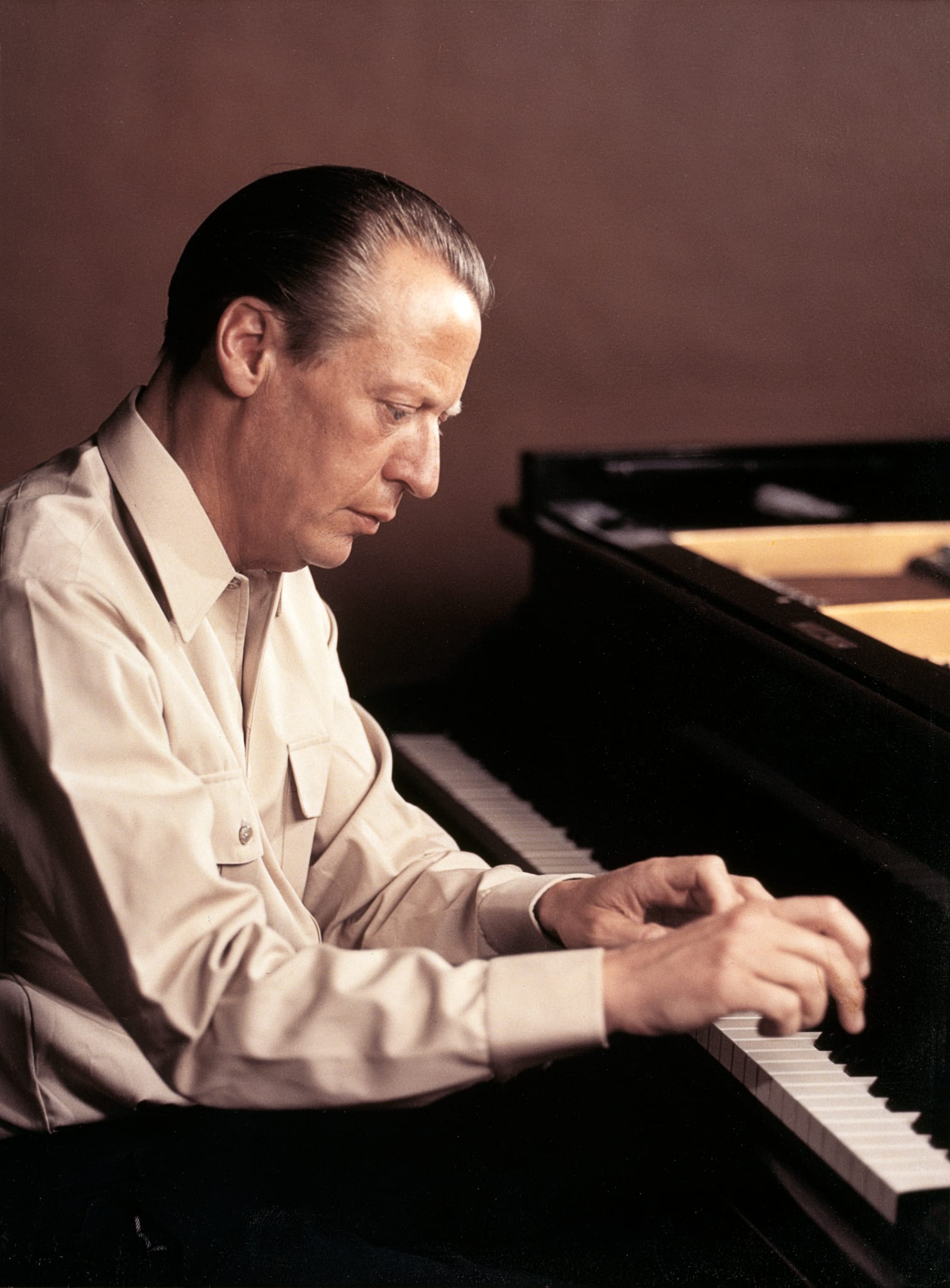
Kurt Leimer

Kurt Leimer (* 7. September 1920 in Wiesbaden; † 20. November 1974 in Vaduz) war ein deutscher Pianist, Komponist und Klavierpädagoge.

## Leben
Nach Besuch des Gymnasiums in Wiesbaden erhielt Leimer 1936 ein Stipendium für das Spangenbergsche Konservatorium in Wiesbaden. Danach ging er mit einem weiteren Stipendium an das Berliner Konservatorium. 1938 folgte sein öffentliches Debüt in Berlin. Gegen Ende des Zweiten Weltkriegs wurde er in die Wehrmacht einberufen und geriet 1944 in Livorno in Gefangenschaft. Unter dem Eindruck des Krieges entstand sein Konzert für die linke Hand in einem Satz, welches Kurt Leimer 1953 mit den Wiener Philharmonikern unter Herbert von Karajan uraufführte. Richard Strauss widmete ihm seinen Panathenäenzug für Klavier und Orchester. 1953 wurde Kurt Leimer an die Akademie für Musik und Darstellende Kunst Mozarteum in Salzburg berufen, wo er bis zu seinem frühen Tod eine Professur innehatte. Hier zählte unter anderem Herbert Feuerstein zu seinen Zöglingen. 1955 entstand sein Klavierkonzert Nr. 4, das mit Leopold Stokowski in der Carnegie Hall in New York uraufgeführt wurde. Im Juli 1969 dirigierte Stokowski Leimers 4. Klavierkonzert in einer Fernsehproduktion des Saarländischen Rundfunks, redaktionelle Leitung: Peter Rocholl, mit Leimer als Solist.

## Sonstiges, Trivia
Leimer war in zweiter Ehe mit Henriette Deterding verheiratet, einer Tochter des holländischen Ölmagnaten Sir Henri Deterding, und galt als sehr wohlhabend.